# Anton Ferdinand Krüger

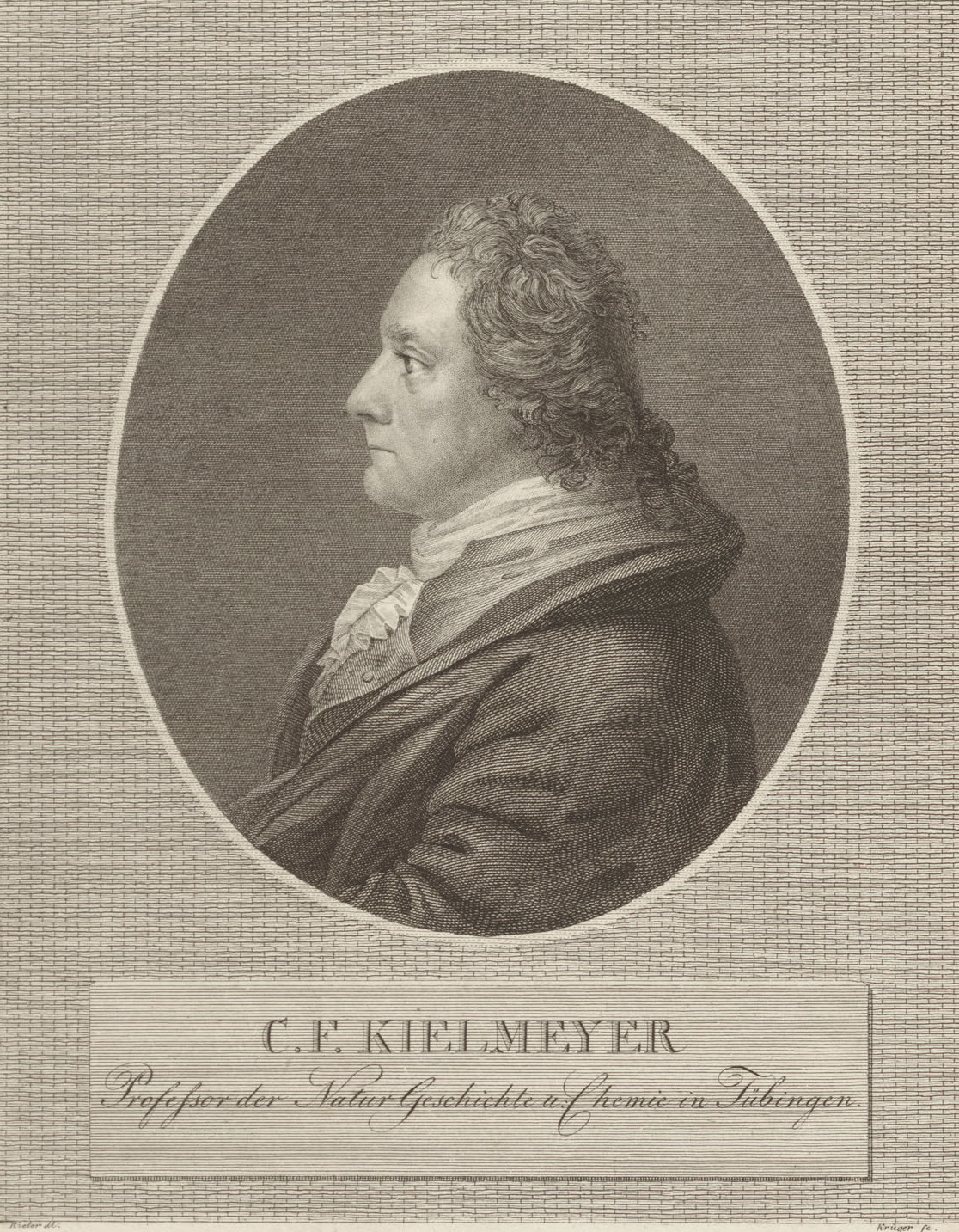
Stich von Anton Ferdinand Krüger: C. F. Kielmeyer

Anton Ferdinand Krüger (auch Ferdinand Anton Krüger oder nur Anton Krüger; geboren am 1. August 1795 in Loschwitz; gestorben am 24. April 1857 in Dresden) war ein sächsischer Kupferstecher und Professor an der Dresdner Kunstakademie.

## Leben und Werken
Anton Ferdinand Krüger war der Sohn von Christian Joseph Krüger (1759–1814), einem Medailleur an der Münzstätte Dresden. Während sein älterer Bruder Reinhard (1794–1879) den Beruf des Vaters aufgriff, studierte Anton Ferdinand an der Dresdner Kunstakademie, an der er von seinem Onkel, dem Kupferstecher Ephraim Gottlieb Krüger (1756–1834), unterrichtet wurde. Ab 1814 studierte er bei Johann Gotthard von Müller in Stuttgart, bis ihm im Jahr 1819 eine Zuwendung des sächsischen Hofes eine Reise nach Italien ermöglichte. Während der Reise hielt er sich unter anderem in Paris, Rom und Florenz auf und war Mitglied in den dortigen deutschen Künstlerkolonien an. In Florenz gehörten dazu etwa Louise Seidler, Franz Horny und Förderer wie Wolf Heinrich von Baudissin und Carl Friedrich von Rumohr. Im Jahr 1824 arbeitete er bei Giuseppe Longhi in Mailand, unter dessen Leitung er den Stich der Madonna del Cardellino nach Raffaels Ölgemälde von 1506 begann, aber erst 1830 fertigstellte.
Nach Dresden zurückgekehrt, wirkte er ab 1828 an der dortigen Kunstakademie zunächst als Lehrer, ab 1829 als außerordentlicher Professor. Im Jahr 1842 wurde er schließlich zum ordentlichen Professor, 1849 zum Mitglied des akademischen Senats ernannt.
Er arbeitete vornehmlich nach Raffael, Marcantonio Raimondi, Niccolo da Foligno, Bernardino Luini und Guido Reni, berücksichtigte aber auch zeitgenössische Künstler wie Friedrich Overbeck, Peter von Cornelius und Carl Gottlieb Peschel. Sein Stil wird als sicher und reinlich sowie von klarer und kräftiger Linienmanier beschrieben.